# ニコール・ジョンソン
ニコール・ジョンソン (Nicole Johnson、1985年7月12日 - ) は、アメリカ合衆国のモデルで、2010年度のミス・カリフォルニアUSAの栄冠に輝いた優勝者。2007年においては2位だった。2015年、競泳選手のマイケル・フェルプスと婚約をした。